# Велічна (Мазовецьке воєводство)
Велічна (пол. Wieliczna) — село в Польщі, у гміні Сточек Венґровського повіту Мазовецького воєводства.
Населення — 225 осіб (2011).
У 1975-1998 роках село належало до Седлецького воєводства.

## Демографія
Демографічна структура станом на 31 березня 2011 року:
|          | Загалом | Допрацездатний вік | Працездатний вік | Постпрацездатний вік |
| -------- | ------- | ------------------ | ---------------- | -------------------- |
| Чоловіки | 117     | 22                 | 75               | 20                   |
| Жінки    | 108     | 19                 | 58               | 31                   |
| Разом    | 225     | 41                 | 133              | 51                   |